# Diplonychus penisinuosus
Diplonychus penisinuosus är en spindeldjursart som beskrevs av Auger och Flechtmann 2003. Diplonychus penisinuosus ingår i släktet Diplonychus och familjen Tetranychidae. Inga underarter finns listade i Catalogue of Life.